# Vieux-Boucau-les-Bains
Vieux-Boucau-les-Bains (en francés: Vieux-Boucau-les-Bains; en occitano: Lo Bocau Vielh), antiguamente en castellano Vocal Viejo o Viejo Vocal, es una población y comuna francesa, situada en la región de Nueva Aquitania, departamento de Landas, en el distrito de Dax y cantón de Soustons. Limita al norte con Messanges, al este y al sur con Soustons y al oeste con el océano Atlántico (playas vigiladas). El courant de Soustons vierte sus aguas en el océano Atlántico en Vieux Boucau.

## Historia

### Orígenes y nombre
El nombre "Vieux-Boucau" proviene del gascón y se refiere al "viejo canal" o "boca vieja" (en gascón, "bocau" significa boca). El lugar en el que hoy se encuentra Vieux-Boucau era antiguamente una entrada natural del río Adour en el Océano Atlántico. Esta entrada cambió su curso a lo largo de los siglos debido a la sedimentación y los trabajos de canalización, lo que llevó a la formación de una nueva desembocadura en el siglo XVI más al norte, cerca de Bayona.
El nombre original de la ciudad era "Port d'Albret," pero tras el cambio del curso del Adour, la ciudad adoptó el nombre de Vieux-Boucau para distinguirse del nuevo puerto. Este proceso de desviación del Adour fue decisivo para la historia del lugar, ya que el cambio en el curso del río afectó la importancia económica del puerto y la vida cotidiana de los habitantes.

### SigloXIX: de la agricultura a la salud
Durante gran parte de su historia, la economía de Vieux-Boucau estuvo vinculada al entorno natural, especialmente a la agricultura y la pesca. Sin embargo, la localidad también fue conocida por la extracción de resina de los pinos, una industria importante en las Landas. Este recurso natural impulsó el desarrollo de la región durante siglos.
A finales del siglo XIX y principios del siglo XX, la economía local comenzó a diversificarse con la llegada de los primeros visitantes que venían en busca de aire puro y un entorno natural preservado. Fue entonces cuando la ciudad adoptó el sufijo "les-Bains" ("los baños"), reflejando su nueva vocación como un destino de salud y bienestar gracias a las propiedades benéficas del clima oceánico y la cercanía al mar.

### Desarrollo turístico en elsigloXX
El verdadero cambio llegó a mediados del siglo XX, cuando el gobierno francés impulsó un gran proyecto de desarrollo turístico en la costa atlántica conocido como la "Misión Aquitaine", cuyo objetivo era transformar áreas costeras poco desarrolladas en centros turísticos de renombre. Este proyecto, impulsado en los años 1960 y 1970, incluía la creación de complejos vacacionales y la construcción de lagos artificiales para atraer visitantes.
En el caso de Vieux-Boucau, este plan trajo la construcción del lago marino artificial y del complejo turístico de Port d'Albret, situado entre Vieux-Boucau y Soustons. Este lago, separado del océano por una franja de arena, fue creado para proporcionar un lugar seguro para las actividades acuáticas, especialmente para las familias y los niños. Este desarrollo marcó un giro radical en la economía local, que se orientó hacia el turismo de playa y las actividades deportivas como el surf, que se popularizó enormemente en la región.
El complejo de Port d'Albret fue diseñado siguiendo las directrices de un turismo integrado y respetuoso con el medio ambiente, tratando de mantener la armonía con el paisaje natural de dunas y bosques que caracteriza la región de las Landas. Este modelo de desarrollo ha tenido un impacto duradero en la fisonomía de Vieux-Boucau, que ha mantenido un equilibrio entre el crecimiento turístico y la preservación de su entorno.

### Cultura y eventos
Hoy en día, Vieux-Boucau-les-Bains es conocido por su atmósfera tranquila y familiar, con un turismo estacional que alcanza su punto álgido en verano. La ciudad alberga festivales y eventos culturales que reflejan tanto las tradiciones gasconas como la cultura surfera moderna, dos elementos que conviven en la identidad local. Las fiestas tradicionales, que incluyen corridas landesas (un tipo de tauromaquia sin sangre), junto con mercados y festivales de música, atraen tanto a turistas como a habitantes de la región.

## Geografía
Vieux-Boucau-les-Bains es una localidad costera en el suroeste de Francia situada en el departamento de las Landas y en la región de Nueva Aquitania a orillas del Océano Atlántico específicamente en la "Costa de Plata" una franja de litoral que se extiende desde la desembocadura del río Gironda hasta la frontera con España con amplias playas de arena fina el lugar es popular entre surfistas y turistas por su costa recta y sus dunas de arena que forman parte del paisaje protegido
Una de las características distintivas de Vieux-Boucau es el lago marino de Port d’Albret una laguna artificial que conecta con el océano lo que permite practicar deportes náuticos como el paddle surf y el kayak en un entorno más tranquilo que las olas del Atlántico la laguna contrasta con el mar y ofrece una alternativa relajada para nadar y disfrutar del agua
La localidad está rodeada por el extenso bosque de las Landas un enorme bosque artificial de pinos marítimos que fue plantado en el siglo XIX para detener la erosión del suelo y drenar terrenos pantanosos siendo el bosque más grande de Europa este entorno natural es ideal para practicar senderismo ciclismo y disfrutar de actividades al aire libre

### Hidrografía
Al sur de Vieux-Boucau, el "corriente de Soustons" es un canal natural que actúa como desagüe del lago de Soustons, un cuerpo de agua situado tierra adentro. Este canal desemboca en el Océano Atlántico en un punto donde antiguamente desembocaba el río Adour. En el pasado, antes de que se redirigiera el curso del Adour, este río fluía hasta esa zona para llegar al mar. Hoy en día, el Adour desemboca más al sur, cerca de Bayona, pero el "corriente de Soustons" sigue conectando el lago con el océano en ese lugar histórico.

### Clima
El clima de Vieux-Boucau-les-Bains es de tipo oceánico, caracterizado por temperaturas suaves y moderadas a lo largo del año. Los inviernos suelen ser templados, con temperaturas que rara vez descienden mucho, mientras que los veranos son cálidos, pero sin llegar a extremos calurosos.
Este clima oceánico también implica una alta humedad y precipitaciones frecuentes, especialmente en otoño e invierno, aunque las lluvias pueden ocurrir en cualquier época del año. La proximidad al Océano Atlántico influye en las condiciones meteorológicas, proporcionando una brisa constante que modera tanto el calor como el frío.
Históricamente, la comuna está expuesta a un clima oceánico aquitano. En 2020, Météo-France publicó una tipología de climas para la Francia metropolitana, según la cual la comuna está expuesta a un clima oceánico y pertenece a la región climática del litoral charenteño y aquitano, caracterizada por una alta pluviometría en otoño e invierno, un buen nivel de insolación, inviernos suaves (6,5 °C) y está sujeta a la brisa marina.
Para el periodo 1971-2000, la temperatura media anual es de 13,7 °C, con una amplitud térmica anual de 13,1 °C. La precipitación media anual acumulada es de 1.356 mm, con 13,6 días de precipitación en enero y 8,2 días en julio. Para el periodo 1991-2020, la temperatura media anual observada en la estación meteorológica más cercana, situada en el municipio de Soorts-Hossegor, a 14 km en línea recta, es de 14,9 °C y la precipitación media anual acumulada es de 1.181,8 mm.
De cara al futuro, los parámetros climáticos estimados para el municipio en 2050, según diferentes escenarios de emisiones de gases de efecto invernadero, se pueden consultar en un sitio específico publicado por Météo-France en noviembre de 2022.

## Urbanismo

### Tipología
A partir del 1 de enero de 2024, Vieux-Boucau-les-Bains se clasifica como un burgo rural, según la nueva clasificación comunal de densidad de siete niveles definida por el INSEE en 2022. Está situada fuera de la unidad urbana y fuera de la zona de atracción de las ciudades.
La comuna, bordeada por el océano Atlántico, también es considerada una comuna litoral según la ley del 3 de enero de 1986, conocida como la "ley litoral". Por lo tanto, se aplican disposiciones específicas de urbanismo para preservar los espacios naturales, los sitios, los paisajes y el equilibrio ecológico del litoral, como por ejemplo el principio de no edificar fuera de los espacios urbanizados en la franja costera de 100 metros, o más, si el plan local de urbanismo así lo estipula.

### Ocupación del suelo
La ocupación del suelo de la comuna, según la base de datos europea de ocupación biofísica del suelo Corine Land Cover (CLC), está marcada por la gran proporción de territorios artificializados (58,8 % en 2018), una proporción prácticamente igual a la de 1990 (58,6 %). La distribución detallada en 2018 es la siguiente: zonas urbanizadas (58,1 %), bosques (24,5 %), espacios abiertos, con poca o ninguna vegetación (9,3 %), áreas con vegetación arbustiva y/o herbácea (3 %), zonas agrícolas heterogéneas (2,4 %), aguas continentales (2,1 %), y espacios verdes artificializados no agrícolas (0,7 %).
La evolución de la ocupación del suelo y de las infraestructuras de la comuna puede observarse en diferentes representaciones cartográficas del territorio, como la carta de Cassini (siglo XVIII), la carta de estado mayor (1820-1866) y las cartas o fotos aéreas del Instituto Nacional de Información Geográfica (IGN) para el periodo actual (desde 1950 hasta la actualidad).

### Riesgos mayores
El territorio de la comuna de Vieux-Boucau-les-Bains es vulnerable a diversos riesgos naturales: meteorológicos (tormentas, tempestades, nieve, frío intenso, olas de calor o sequía), incendios forestales, movimientos de terreno y sismos (de baja sismicidad). Un sitio publicado por el BRGM permite evaluar de manera simple y rápida los riesgos asociados a una propiedad específica, ya sea por su dirección o por el número de su parcela.
Vieux-Boucau-les-Bains está expuesta al riesgo de incendios forestales. Desde el 20 de abril de 2016, los departamentos de Gironda, Landas y Lot-et-Garonne tienen un reglamento interdepartamental de protección de los bosques contra incendios. Este reglamento busca prevenir mejor los incendios forestales, facilitar las intervenciones de los servicios y limitar sus consecuencias, mediante la limpieza del terreno, la restricción del uso del fuego y la regulación de las actividades en los bosques. El reglamento define cinco niveles crecientes de vigilancia, con medidas asociadas a cada uno.
Los movimientos de terreno que pueden ocurrir en la comuna son principalmente hundimientos diferenciales.
El fenómeno de retracción-expansión de los suelos arcillosos puede causar daños importantes a los edificios en caso de alternancia entre sequías y lluvias. Ninguna parte del territorio de la comuna está en riesgo medio o alto (19,2 % a nivel departamental y 48,5 % a nivel nacional). De los 1.792 edificios registrados en la comuna en 2019, ninguno está en riesgo medio o alto, en comparación con el 17 % a nivel departamental y el 54 % a nivel nacional. Un mapa de la exposición del territorio nacional a la retracción-expansión de los suelos arcillosos está disponible en el sitio del BRGM.
La comuna ha sido reconocida en estado de catástrofe natural por los daños causados por las inundaciones y deslizamientos de lodo ocurridos en 1999, 2009 y 2020, así como por las inundaciones debido a la subida de las capas freáticas en 2013 y 2020, y por movimientos de terreno en 1999.

## Demografía
| 772 | 903 | 1072 | 1151 | 1210 | 1379 |
| Para los censos de 1962 a 1999 la población legal corresponde a la población sin duplicidades (Fuente: INSEE [Consultar]) |     |      |      |      |      |

La evolución del número de habitantes se conoce a través de los censos de población realizados en la comuna desde 1793. Para las comunas con menos de 10.000 habitantes, se realiza una encuesta de censo que cubre a toda la población cada cinco años, mientras que las cifras de población de los años intermedios se estiman por interpolación o extrapolación. Para la comuna de Vieux-Boucau, el primer censo exhaustivo dentro del nuevo sistema se realizó en 2006. En 2021, la comuna contaba con 1.660 habitantes, lo que representa un aumento del 5,06 % con respecto a 2015 (Landes: +4,9 %, Francia sin Mayotte: +1,84 %).